# Copa Super 8 de Basquete de 2022–23
A Copa Super 8 de 2022–23 foi um torneio de basquetebol realizado no período entre os dois turnos do Novo Basquete Brasil (NBB) e organizado pela Liga Nacional de Basquete. Esta foi a quinta edição da Copa Super 8, uma competição inaugurada em 2018.

## Participantes e regulamento
O torneio foi composto por jogos eliminatórios com chaveamento pré-determinado, nos quais as oito equipes melhores colocadas do primeiro turno do NBB 2022-23 se enfrentaram. Nesta edição, os jogos das quartas de final foram Franca e Bauru, Flamengo e Paulistano, Minas e Corinthians, além de São Paulo e Pinheiros.
| Equipe      | Classificação no NBB (1.º turno) | Ref.  |
| ----------- | -------------------------------- | ----- |
| Bauru       | Oitavo                           | [ 1 ] |
| Corinthians | Quinto                           | [ 1 ] |
| Flamengo    | Segundo                          | [ 1 ] |
| Franca      | Primeiro                         | [ 1 ] |
| Minas       | Quarto                           | [ 1 ] |
| Paulistano  | Sétimo                           | [ 1 ] |
| Pinheiros   | Sexto                            | [ 1 ] |
| São Paulo   | Terceiro                         | [ 1 ] |

## Confrontos
Negrito - Vencedor do confronto

Itálico - Time com vantagem de mando de quadra

|  | Quartas de final | Quartas de final | Quartas de final |             |     | Semifinais | Semifinais | Semifinais |  |  | Final | Final | Final |  |
|  |                  |                  |                  |             |     |            |            |            |  |  |       |       |       |  |
|  | 1.º              | Franca           | 83               |             |     |            |            |            |  |  |       |       |       |  |
|  | 1.º              | Franca           | 83               |             |     |            |            |            |  |  |       |       |       |  |
|  | 8.º              | Bauru            | 58               |             |     |            |            |            |  |  |       |       |       |  |
|  | 8.º              | Bauru            | 58               |             | 1.º | Franca     | 80         |            |  |  |       |       |       |  |
|  |                  |                  |                  |             | 1.º | Franca     | 80         |            |  |  |       |       |       |  |
|  |                  |                  | 5.º              | Corinthians | 72  |            |            |            |  |  |       |       |       |  |
|  | 4.º              | Minas            | 5.º              | Corinthians | 72  | 90         |            |            |  |  |       |       |       |  |
|  | 4.º              | Minas            |                  |             |     |            |            |            |  |  |       |       |       |  |
|  | 5.º              | Corinthians      | 105              |             |     |            |            |            |  |  |       |       |       |  |
|  | 5.º              | Corinthians      | 105              |             | 1.º | Franca     | 76         |            |  |  |       |       |       |  |
|  |                  |                  |                  |             |     |            |            |            |  |  |       |       |       |  |
|  |                  |                  | 2.º              | Flamengo    | 65  |            |            |            |  |  |       |       |       |  |
|  | 3.º              | São Paulo        | 2.º              | Flamengo    | 65  | 100        |            |            |  |  |       |       |       |  |
|  | 3.º              | São Paulo        |                  |             |     |            |            |            |  |  |       |       |       |  |
|  | 6.º              | Pinheiros        | 78               |             |     |            |            |            |  |  |       |       |       |  |
|  | 6.º              | Pinheiros        | 78               |             | 2.º | Flamengo   | 74         |            |  |  |       |       |       |  |
|  |                  |                  |                  |             | 2.º | Flamengo   | 74         |            |  |  |       |       |       |  |
|  |                  |                  | 3.º              | São Paulo   | 70  |            |            |            |  |  |       |       |       |  |
|  | 2.º              | Flamengo         | 3.º              | São Paulo   | 70  | 71         |            |            |  |  |       |       |       |  |
|  | 2.º              | Flamengo         |                  |             |     |            |            |            |  |  |       |       |       |  |
|  | 7.º              | Paulistano       | 65               |             |     |            |            |            |  |  |       |       |       |  |

## Classificação final
Apesar de ser composta por um sistema eliminatório, o regulamento da competição determinou uma classificação final estabelecida seguindo os critérios de fases alcançadas e posicionamentos do NBB.
| Pos. | Equipe      | J | V | D |
| ---- | ----------- | - | - | - |
| 1    | Franca      | 3 | 3 | 0 |
| 2    | Flamengo    | 3 | 2 | 1 |
| 3    | São Paulo   | 2 | 1 | 1 |
| 4    | Corinthians | 2 | 1 | 1 |
| 5    | Minas       | 1 | 0 | 1 |
| 6    | Pinheiros   | 1 | 0 | 1 |
| 7    | Paulistano  | 1 | 0 | 1 |
| 8    | Bauru       | 1 | 0 | 1 |